# Мелисини
Мелисините (на гръцки: Μελισσηός, м.р ед. ч.., Μελισσηνή, ж.р. ед.ч), са византийски аристократичен род, просъществувал от края на VIII век до падането на Византийската империя през 1453 г. и след това.

## История
Мелисините са една от най-старите известни аристократични фамилии от средновизантийския период. Родословията от XVI и XVII век проследяват тяхното начало до патрикий Михаил, роднина на византийския император Михаил I Рангаве (управлявал през 811 – 813) и неговия син магистър Лъв, но историята на семейството се простира още половин век назад -- до генерала Михаил Мелисин, който бил фаворит на император Константин V (741 – 775 г.). Този Михаил Мелисин се оженил за балдъзата на император Константин V Евдокия, а техният син Теодор Мелисин е патриарх на Константинопол през 815 – 821 г.
През IX – XI век Мелисини са най-активни в Мала Азия, където членове на фамилуята са генерали и управители на местни теми. В края на XI век родът, изглежда, е имал особени връзки с района на Дорилей във Фригия.
Мелисините също така поддържат тесни връзки с други аристократични семейства от състава на военната аристокрация (динатите) през този период, които също произхождат предимно от Мала Азия. По този начин двама Мелисини, дукът на Антиохия Лъв Мелисин и неговият брат Теогност Мелисин, подкрепят аристократичния бунт на Варда Фока Младши в началото на царуването на Василий II (управлявал през 976 – 1025). През остатъка от царуването на Василий II няма сведения Мелисините да са заемали високи военни постове, но те отново се появяват сред най-висшите слоеве на аристокрацията в края на XI век, когато Теогност Мелисин е катепан на Месопотамия, докато Мария Мелисина е една от малкото засвидетелствани носителки на престижната дворцова титла патрикия зости.
През 80-те години на XI век пълководецът Никифор Мелисин повежда бунт срещу император Никифор III Вотаниат (управлявал 1078 – 1081), но впоследствие признава властта на Алексий I Комнин (управлявал през 1081 – 1118), за чиято сестра Евдокия бил женен, срещу което получил титлата кесар и имоти около Солун. При управлението на Комнините Мелисини са били предимно граждански служители, но въпреки семейните им връзки с управляващата династия, семейството престава да заема високи държавни постове след 1118 г.
През XIII век представители на едно разклонение на фамилията са засвидетелствани като земевладелци около Смирна, докато други членове на рода се установяват в Морея и Епир, а жена от фамилията дори се омъжва за Михаил I Комнин Дука, основателя на Епирското деспотство. Според по-късно предание Андрей Мелисин се преместил в Крит, основавайки там местен клон на рода, който влязъл в състава на дванадесетте знатни критски фамилии. От тази линия произлизат по-късните Мелисини, включително патриарх Григорий III Константинополски (1443 – 1450).
Руският генерал от XVIII век Пьотр Мелисино, роден в Кефалония, твърди, че произхожда от критския клон на фамилията Мелисини. Неговият син Алексей също става генерал в руската армия и участва в Отечествената война от 1812 г., но е убит в битката при Дрезден през 1813 г.
София Антониади – първата жена професор по хуманитарни науки в Холандия, също произхожда от семейство Мелисини.
Историкът и митрополит на Монемвасия от XVI век, Макарий Мелисин, не произхождал от рода на Мелисините, но въпреки това приел фамилното им име по време на изгнанието си в неаполитанския двор.

## Цитирана литература
- ((fr)) Cheynet, Jean-Claude (1990). Pouvoir et Contestations à Byzance (963–1210). Paris: Publications de la Sorbonne, ISBN 978-2-85944-168-5, https://books.google.com/books?id=vicqWvzRLkYC
- ((fr)) Jordanov, I. (1986). Les sceaux de deux chefs militaires byzantins trouvés à Preslav: le magistros Léon Melissenos et le patrice Theodorakan. – Byzantinoslavica, 8,  183–187
- ((en)) Kazhdan, Alexander (ed) (1991). The Oxford Dictionary of Byzantium. Oxford and New York: Oxford University Press, ISBN 0-19-504652-8, COBISS.BG-ID: 1107246820, https://archive.org/details/odb_20210521/mode/2up
- ((en)) Krsmanović, Bojana (2003). Melissenos Family. – Encyclopaedia of the Hellenic World, Asia Minor. Foundation of the Hellenic World, 11.9.2003, http://www.ehw.gr/l.aspx?id=7976, посетен на 6 ноември 2013
- ((el)) Melisseidis, Ioannis A. (ed) (2004). Εάλω η Πόλις. Το χρονικό της άλωσης της Κωνσταντινούπολης. Συνοπτική ιστορία των γεγονότων στην Κωνσταντινούπολη κατά την περίοδο 1440 - 1453.. Vergina, ISBN 960-7171-91-8
- ((de)) Rochow, Ilse (1994). Kaiser Konstantin V. (741–775). Materialien zu seinem Leben und Nachleben. Frankfurt am Main: Peter Lang, ISBN 3-631-47138-6, https://books.google.com/books?id=blhoAAAAMAAJ
- ((el)) Σοφία Αντωνιάδη (1895 - 1972). – Νέα Εστία, 91, 1972,  269–271, 1972, архив на оригинала от 8 февруари 2023, https://web.archive.org/web/20230208210511/http://www.ekebi.gr/magazines/ShowImage.asp?file=118623&code=5031

|  | Тази страница частично или изцяло представлява превод на страницата Melissenos family в Уикипедия на английски. Оригиналният текст, както и този превод, са защитени от Лиценза „Криейтив Комънс – Признание – Споделяне на споделеното“, а за съдържание, създадено преди юни 2009 година – от Лиценза за свободна документация на ГНУ. Прегледайте историята на редакциите на оригиналната страница, както и на преводната страница, за да видите списъка на съавторите. ВАЖНО: Този шаблон се отнася единствено до авторските права върху съдържанието на статията. Добавянето му не отменя изискването да се посочват конкретни източници на твърденията, които да бъдат благонадеждни. |